# Wartburg-Kartell Akademisch-Evangelischer Verbindungen
Das Wartburg-Kartell (WK) ist ein Korporationsverband evangelischer Studentenverbindungen. Es wurde im Jahre 1925 zunächst unter dem Namen Pflugensberger Kartell gegründet; der heutige Name wurde im folgenden Jahr angenommen. 
Die Farben des Kartells sind violett-weiß, seine Verbindungen sind farbentragend und nichtschlagend. In der Vergangenheit gab es an vielen Universitäten Studentenverbindungen, die dem WK angehörten. Charakteristisch ist für diese der Name oder Namensbestandteil Wartburg. Derzeit besteht das WK noch aus einer aktiven Verbindung und drei Altherrenschaften ohne Aktivitas.

## Ziele des Wartburg-Kartells
Das Wartburg-Kartell bekennt sich zum evangelischen Christentum, ohne einer innerkirchlichen Richtung anzugehören. Es erwartet dementsprechend von seinen Mitgliedern ein Bekenntnis zum evangelischen Glauben und eine rege Teilnahme am Leben der evangelischen Kirche. Es bekennt sich darüber hinaus zur Freiheit der Wissenschaften und einem freiheitlich-demokratischen Staatswesen ohne Bindung an bestimmte politische Parteien-Aktivitäten. 
Das Verbindungsleben wird gestaltet durch
- wissenschaftliche Vorträge, gehalten von Mitgliedern oder Gästen mit anschließenden Aussprachen,
- Teilnahme an Gottesdiensten,
- Kneipen, Kommerse und gesellschaftlichen Veranstaltungen.

## Geschichte

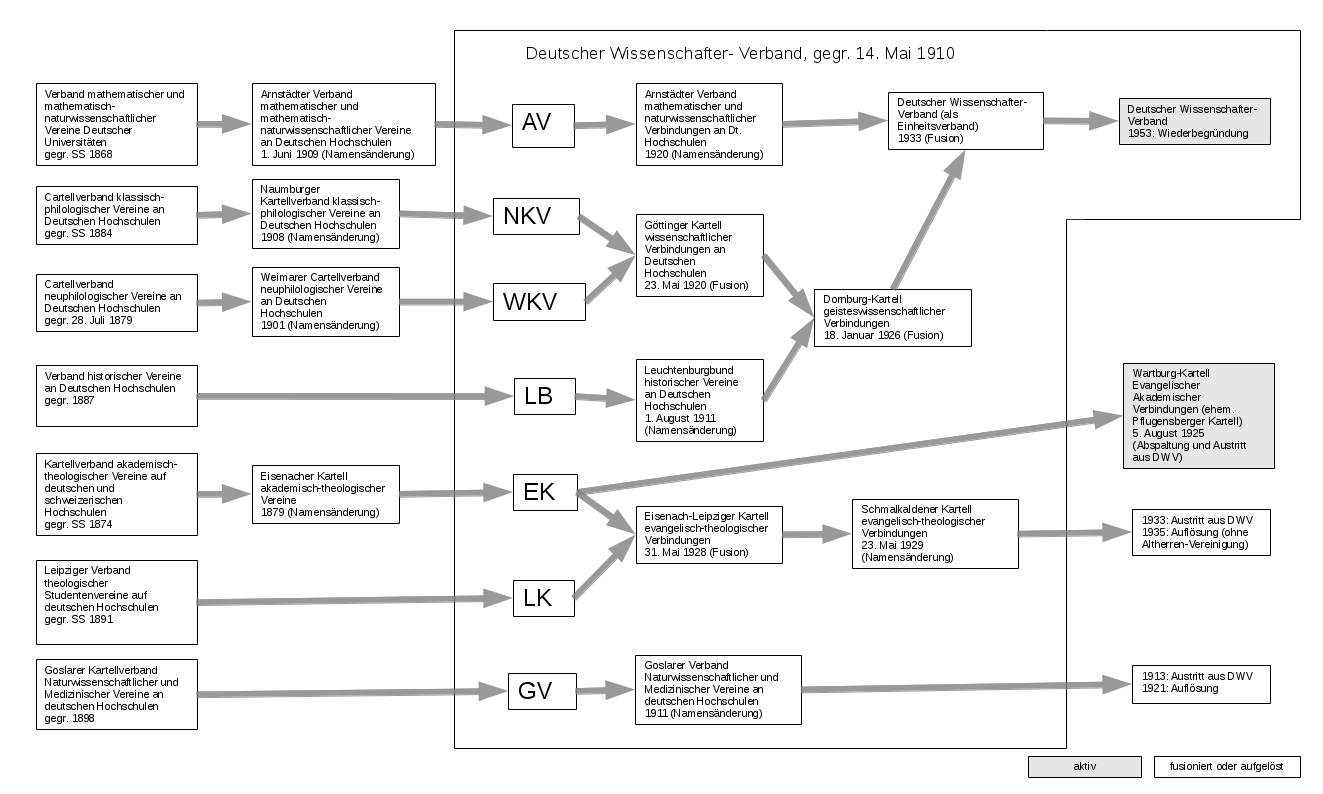
Entwicklung der Kartelle des Deutschen Wissenschafter-Verbandes (DWV): Das Wartburg-Kartell entsteht aus dem Eisenacher Kartell.

Nach dem Ersten Weltkrieg kamen bei einigen der im Eisenacher Kartell akademisch-theologischer Vereine (EK) des Deutschen Wissenschafter-Verbandes (DWV) zusammengeschlossenen Vereine Bestrebungen auf, den engen, nur auf die Aufnahme von Theologiestudenten beschränkten Rahmen durch Aufnahme von evangelischen Studenten aller Fakultäten zu sprengen, Farben zu tragen und unbedingte Satisfaktion zu geben. Ziel dieser vor allem durch den Breslauer Verein angestrebten Reformen war es, Ansehen und Einfluss innerhalb der Studentenschaft zu verstärken. Alle dahingehenden Veränderungen wurden aber auf der Kartelltagung 1925 abgelehnt, woraufhin am 5. August 1925 die theologischen Vereine an den Universitäten Breslau, Greifswald, Leipzig und Göttingen, die jeweils in den Jahren zwischen 1860 und 1880 gegründet worden waren, aus dem EK ausschieden und das Pflugensberger Kartell (benannt nach der Anhöhe Pflugensberg bei Eisenach) gründeten. Da sie nun farbentragend wurden, der DWV Couleur nur im Rahmen von Kneipen und Festen aber nicht in der Form von Straßencouleur zuließ, schieden sie auch aus dem DWV aus. Vor dem Zweiten Weltkrieg bestand eine enge Zusammenarbeit mit dem Evangelischen Bund. 
Nach der Gründung des Kartells bestand zunächst noch eine lose Bindung zu den theologischen Verbindungen des Eisenacher Kartells unter der Bezeichnung Wartburg-Kartell. Sie wurde 1926 gelöst, und das Pflugensberger Kartell übernahm den heutigen Namen Wartburg-Kartell (WK). Die Bünde des WK nannten sich jetzt Akademisch-Evangelische Verbindungen (AEV) mit dem Zusatz Wartburg. Der Kartelltag wurde jährlich in Eisenach begangen. Im Vergleich zu den im DWV verbliebenen Vereinen waren die Verbindungen des WK weniger wissenschaftlich als christlich geprägt.
Zum WK stieß noch im selben Jahr die AEV Wartburg an der Gewerbehochschule in Köthen (Anhalt). Außerdem wurde 1929 in Berlin von Alten Herren und Aktiven des Wartburg-Kartells die Evangelische Verbindung Wartburg gegründet. Die Bünde in Göttingen und Leipzig mussten in der Folge wegen Mitgliedermangels suspendiert werden. Die anderen Bünde blieben bis 1938 bestehen, mussten sich dann aber auf staatlichen Druck auflösen. Der persönliche Zusammenhalt wurde aber durch die Auflösung nicht berührt. Im Juli 1933 wurde die unbedingte Satisfaktion und das Tragen von Couleur im Verband eingeführt, im Wintersemester 1933/34 wurde auf Druck des nationalsozialistischen Regimes das evangelische Prinzip aufgegeben, jedoch Pfingsten 1935 wieder eingesetzt; im Herbst 1935 löste sich das WK dann endgültig auf.
Im Jahre 1950 wurde von ehemaligen Mitgliedern des Kartells und jungen Studenten in Frankfurt am Main die AEV Wartburg zu Breslau unter dem Namen AEV Wartburg-Breslau neu gegründet. Als 1955 in Bonn eine neue AEV Wartburg-Saxonia ins Leben gerufen wurde, erfolgte die Neugründung des Wartburg-Kartells. Ihm schlossen sich 1956 zwei weitere neu gegründete Bünde – in Hamburg die Wartburg-Albingia und in Saarbrücken die Wartburg-Suebia – an. 1957 trat die ehemalige theologische und neu gegründete Verbindung Coburgia, früher zum Schmalkalder Kartell im DWV gehörig, als AEV Wartburg-Coburgia dem Wartburg-Kartell bei. So gehörten ihm 1966 107 studentische Mitglieder und 278 Alte Herren an.
1974 hatten die Verbindungen des Kartells nach eigenen Angaben zusammengenommen nur noch 60 aktive Mitglieder. Die aktiven Bünde in Frankfurt, Hamburg, Bonn und Saarbrücken konnten sich infolge Mitgliedermangels nicht halten und mussten suspendiert werden. 2010 wurden die Mitgliederzahlen mit 22 Aktiven und 173 Alten Herren angegeben. Gegenwärtig bestehen nur die aktive Verbindung in Göttingen und die Altherrenschaften von Frankfurt, Göttingen und Saarbrücken. 
Bis 2011 war das WK Mitglied im Convent Deutscher Korporationsverbände (CDK) und im Convent Deutscher Akademikerverbände (CDA). Das WK gab die Zeitschrift Die Wartburg heraus.

## Mitglieder
Im Laufe der Zeit gehörten dem WK Verbindungen aus mehreren Städten an (Jahr des Eintritts):
- Theologischer Verein, später AEV Wartburg Breslau, später AEV Wartburg-Breslau Frankfurt am Main (Gründungsmitglied 1925)
- Theologischer Verein, später AEV Wartburg Greifswald (Gründungsmitglied 1925)
- Theologischer Verein, später AEV Wartburg Leipzig (Gründungsmitglied 1925)
- Theologischer Verein, später AEV Wartburg Göttingen (Gründungsmitglied 1925)
- AEV Wartburg Köthen (1926)
- Evangelische Verbindung Wartburg Berlin (1929)
- AEV Wartburg Hannover (1933)
- AEV Wartburg-Saxonia Bonn (1955)
- AEV Wartburg-Albingia Hamburg (1956)
- AEV Wartburg-Suebia Saarbrücken (1956)
- AEV Wartburg-Coburgia Göttingen (1957)
- AEV Wartburg-Normannia Hamburg (1960)

### AEV Wartburg-Coburgia Göttingen
Die AEV Wartburg-Coburgia Göttingen führt die Tradition des im Jahre 1880 gegründeten Theologischen Studentenvereins Concordia, später Coburgia, fort, steht jedoch im Gegensatz zu diesem nicht nur Theologiestudenten, sondern Studenten aller Fakultäten offen. 
Der Wahlspruch der AEV Wartburg-Coburgia Göttingen lautet: Fidei, studiis, amicitiae. Ihre Farben sind: Rot-Weiß-Rot.